# Китайская бумага
Китайская бумага — название нескольких сортов бумаги, очевидно, китайского происхождения.
Бумага весьма тонкая (100 кв. дюймов весит золотник), крепкая, довольно жесткая, с одной стороны более блестящая; приготовляется из молодых отпрысков бамбука, луба, шелковичного дерева и т. п.; для этого бамбуковые трости размачиваются и потом бучатся в извести и щелоке.
В переводе в метрические величины: 1 кв.м. такой бумаги весит 66 граммов. Плотность мелованной бумаги — от 60 до 245 г на кв.м.